# Adicella dhruvasena
Adicella dhruvasena är en nattsländeart som beskrevs av Schmid 1961. Adicella dhruvasena ingår i släktet Adicella och familjen långhornssländor. Inga underarter finns listade i Catalogue of Life.